# 나비야 청산가자
《나비야 청산가자》는 1989년 5월 15일부터 1989년 6월 6일까지 방영된 문화방송 월화 미니시리즈이다.
한편, 이 드라마는 1989년 5월 8일이 첫 방영일이어야 하나 5월 8일과 9일에는 특별기획 드라마 《백범일지》가 방영되면서 한 주 늦은 1989년 5월 15일에 첫 방영되었다.

## 등장 인물
- 김흥기 : 장문영 역
- 엄유신 : 길자 역
- 김상순
- 남능미
- 김인문 : 조씨 역
- 이미지 : 미순 역
- 하미혜 : 동철네 역
- 송기윤 : 명환 역
- 정승호 : 영만 역
- 김도연
- 문용민
- 차주옥
- 김지영
- 신충식
- 신귀식
- 임문수
- 홍여진
- 강미
- 홍승옥
- 윤창우
- 차윤회
- 이혜승 : 장기화 역
- 이현애 : 장기영 역
- 이진아 : 장필남 역
- 이진원 : 장기옥 역
- 양동근

| 문화방송 월화 미니시리즈                            | 문화방송 월화 미니시리즈                           | 문화방송 월화 미니시리즈                |
| 이전 작품                                           | 작품명                                             | 다음 작품                               |
| --------------------------------------------------- | -------------------------------------------------- | --------------------------------------- |
| 잠들지 않는 나무 (1989년 4월 10일 ~ 1989년 5월 2일) | 나비야 청산가자 (1989년 5월 15일 ~ 1989년 6월 6일) | 상처 (1989년 6월 12일 ~ 1989년 7월 4일) |